# فرودگاه ایملدا آر. مارکوس
فرودگاه ایملدا آر. مارکوس (به انگلیسی: Imelda R. Marcos Airport) (به زبان بومی: Paliparang Imelda R. Marcos) یک فرودگاه همگانی با کد یاتا MXI است . این فرودگاه در کشور فیلیپین قرار دارد و در ارتفاع ۴۸ متری از سطح دریا واقع شده‌است.